# 克劳斯-迪特尔·库拉特
克劳斯-迪特尔·库拉特（德語：Klaus-Dieter Kurrat，1955年1月16日—），德国男子田径运动员。他曾代表东德参加1976年和1980年夏季奥林匹克运动会田径比赛，其中1976年奥运会获得一枚银牌。